# ポーキーズ
『ポーキーズ』（Porky's）は、1982年のカナダ・アメリカ合衆国のコメディ映画。ボブ・クラーク監督・脚本、ダン・モナハン主演。1954年のフロリダ州を舞台に、架空のエンジェル・ビーチ高校の生徒たちによるいたずらを描いている。

## ストーリー
メインプロット：
1954年のこと。フロリダのエンジェル・ビーチ高校の男子生徒たちは童貞とおさらばする計画を立てている。その中のピーウィーは、毎日女性とセックスすることばかり考えていたが、なかなかその機会を得られずにいた。以前に同級生のビリーとトミーがセッティングしたピーウィーと性に奔放なウェンディのデートでは、早く性行為をしたいピーウィーが初めからコンドームをつけて付けていたことがばれて彼女に振られていた。更にウェンディはそんな彼を懲らしめようと、ビリーとトミーにピーウィーを罠にはめることを提案していた。2人は誰とでもセックスするチェリー・フォーエヴァーという女性がいることをピーウィーにちらつかせて彼と巨根のミートたちを誘い出し、その晩チェリーがいる小屋を訪れる。ピーウィーたちに服を脱がせチェリーを紹介したビリーとトミーは、奥の部屋でセックスする振りをして一芝居打ち、彼女の旦那という設定で雇った大柄の黒人男性を彼らにけしかける。びびったピーウィーは全裸のまま逃走し、途中で警官であるミッキーの兄に保護される。
ビリーたちの元に連れて来られたピーウィーははめられたことに怒るが、どうしてもセックスしたい彼は相手を探すよう彼らに頼む。考えたビリーたちは、「ポーキーズ」というストリップバーでオーナーのポーキーから女性を買うことを思いつき、乗り気のピーウィーは早速彼らとポーキーズに向かうことにした。
ポーキーは店内で彼らに金を払わせるが、女性をあてがうことはせず、店の床を落とし穴のように開き、彼ら床下の沼に放り込んだ。彼らが金の返還を要求すると、ポーキーの兄である保安官も来て、彼らの残りの金を脅し取った上で彼らを追い払う。 
復讐のためにポーキーズに取って返したミッキーが入院しなければならないほどひどく殴られた後、仲間たちはポーキーと彼の兄への復讐心に燃え、最終的にはポーキーの店を徹底的に破壊し沼に沈めてしまう。ポーキーとその手下たちは、保安官も加わって、脱出した高校生たちを追うが、彼らは郡境を辛くも越えてポーキーの兄の管轄外に到達し、そこで地元の警察官と高校生バンドが彼らを大歓迎する。警官の1人、ミッキーの兄であるテッドは、銃でポーキーの愛車に繰り返し損害を与え、この夜の高校生たちがやったことを許すなら、危険な車両を運転したポーキーに対する全ての告発を取り下げると提案した。高校生たちをポーキーの店に入れることは法律違反であることから、ポーキーと兄はそれに同意する。
サブプロット1：
男子生徒たちが女子のシャワー室を覗き、トミー、ビリー、ピーウィーは数人の女子がシャワーを浴びているのを見て楽しむ。 ピーウィーは、自分の視界を遮っていた太った女子に、「見えねえからどきやがれ！」と叫ぶと、数人の女子が逃げ出す一方で、一部の女子は何が起きているのかと興味津々でそこに残る。トミーは彼らの反応を見るために、のぞき穴から舌を出すが、女子の1人から石鹸の泡をかけられてしまう。頭に来たトミーは、ズボンを下ろしのぞき穴からペニスを突き出したがその直後、トミーとの間で長きにわたる確執がある女性コーチのビューラ・バルブリッカーがシャワー室に入ってくる。突き出たモノを見つけると、彼女は忍び寄り、彼のモノを掴み全力で引っ張る。痛がるトミーは何とかモノを抜いて逃げるが、バルブリッカーは、ほくろがあるモノがトミーのものであることを証明しようと決意し、カーター校長に警察で行われるような、男子生徒たちの裸体での整列を要求するまでに至った。しかし、カーター校長は彼女の要求を受け入れることを躊躇う。他のバスケットボールコーチたちが笑う中、ブラケットコーチは警察にスケッチ画家を要請し、学校中に指名手配ポスターを貼ることを提案する。その提案にカーター校長さえも笑い出すと、バルブリッカーは憤然として立ち去る。映画の最終盤（上記：ポーキーへの復讐後、郡境を越えてポーキーの兄の管轄外に到達し、そこで地元の警察官と高校生バンドが彼らを大歓迎するところ）、トミーを待ち伏せしていたバルブリッカーは隠れていた茂みから飛び出して、トミーのズボンを引きずり下ろすが、彼女は警察によってトミーから引き剥がされ、「ほくろがあった！誰が犯人だったか証明出来る！」と絶叫しながら連れ去られる。 トミーは「第四の壁」を破り、カメラに向かって「凄いね！」と言う。 
サブプロット2：
ブラケットコーチが魅力的なハネウェルコーチに興味を持つ。ウォーレンコーチは体育用具室を指差しながらハネウェルのことを繰り返し「ラッシー」と呼ぶが、ブラケットコーチは何のことか分からないでいる。ハネウェルはバルブリッカーと口論した後、ブラケットと一緒に用具室に入ると、ハネウェルが汗の匂いで興奮し、その場で2人はセックスをする。興奮したハネウェルは犬のように大声で遠吠えし始め、彼女が「ラッシー」と呼ばれる理由が明らかになる。彼女の遠吠えは学校全体に響き渡り、生徒たちとウォーレンコーチは爆笑の渦となる。なお、その結果、ブラケットとハネウェルは解雇された。

## キャスト
| 役名                     | 俳優                 | 日本語吹替 |
| ------------------------ | -------------------- | ---------- |
| ピーウィー               | ダン・モナハン       | 塩屋翼     |
| ビリー                   | マーク・ヘリアー     | 喜多川拓郎 |
| トミー                   | ワイアット・ナイト   | 井上和彦   |
| ミッキー                 | ロジャー・ウィルソン | 鈴置洋孝   |
| ティム                   | シリル・オライリー   | 片岡弘貴   |
| ミート                   | トニー・ガニオス     | 屋良有作   |
| ウェンディ               | カーキー・ハンター   | 土井美加   |
| ハニーウェル             | キム・キャトラル     | 小宮和枝   |
| ブライアン・シュワルツ   | スコット・コロンビー | 堀内賢雄   |
| ブラケット・コーチ       | ボイド・ゲインズ     | 江原正士   |
| チェリー・フォーエヴァー | スーザン・クラーク   | 小宮和枝   |
| ポーキー                 | チャック・ミッチェル | 村松康雄   |

- 日本語吹替：初回放送1985年10月17日 テレビ東京 『木曜洋画劇場』版

タイトル「ポーキーズ ノゾキから”悪所通い”まで・初々しくみだらに青春エロチカ痛快編」

## スタッフ
- 監督・脚本：ボブ・クラーク
- 製作：ドン・カーモディ（英語版）、ボブ・クラーク
- 製作総指揮：ハロルド・グリーンバーグ（英語版）、アーノルド・コペルソン、メルヴィン・サイモン（英語版）
- 撮影監督：レジナルド・H・モリス
- プロダクションデザイナー：ルーベン・フリード
- 編集：スタン・コール
- 衣裳デザイン：メアリー・E・マクレオド、ラリー・S・ウェルズ
- 音楽：ポール・ザザ（英語版）、カール・ジットラー
- 日本語字幕：戸田奈津子

## 続編
本作と次作の『ポーキーズ2』は、ボブ・クラークとハロルド・グリーンバーグがそれぞれ監督と製作総指揮を担当した。3作目の『ポーキーズ/最後の反撃』はジェームズ・コーマックが監督を担当した。クラークは実在する1960年代初期のBoca Ciega High SchoolおよびFort Lauderdale High Schoolの2校の高校と、ポーキーズの隠れ場所と呼ばれているオークランド・パークをポーキーズのモデルとしている。